# Nhượng địa
Theo luật quốc tế, Nhượng địa thường thường ám chỉ đến một vùng đất bị chuyển giao theo một hiệp ước nào đó.

## Các ví dụ
Năm 1790, Các tiểu bang Hoa Kỳ là Maryland và Virginia nhượng lại phần đất của mình để thành lập Đặc khu Columbia như có nêu ra trong Hiến pháp Hoa Kỳ vào năm trước đó. Phần đất thuộc Virginia sau đó được trao trả lại vào năm 1847.
Theo sau Chiến tranh Nha phiến lần thứ nhất (1839 – 1842) và lần thứ hai (1856 – 1860), Hồng Kông (Hiệp ước Nam Kinh) và Cữu Long (Hiệp ước Bắc Kinh) bị Nhà Thanh của Trung Hoa nhượng lại cho Vương quốc Anh; và sau khi bại trận trong Chiến tranh Trung Nhật lần thứ nhất, Đài Loan bị nhượng lại cho Đế quốc Nhật Bản năm 1895.
Lãnh thổ cũng có thể bị nhượng lại qua mua bán, ví dụ như Vùng đất mua Louisiana và Vùng đất mua Alaska.